# Stela bankietowa
Stela bankietowa (ang. Banquet Stela lub Banquet Stele) – kamienna stela odnaleziona w 1951 roku w Nimrud (starożytne Kalhu) przez kierowany przez Maxa Mallowana zespół archeologów z British School of Archaeology in Iraq. Stela ta, wykonana na rozkaz asyryjskiego króla Aszurnasirpala II (883-859 p.n.e.), stała pierwotnie w jego pałacu (tzw. Pałac północno-zachodni) w specjalnej niszy w pobliżu wejścia do sali tronowej - tam też odnaleźli ją archeolodzy. Swą nazwę stela zawdzięcza umieszczonej na niej inskrypcji klinowej z opisem wielkiego przyjęcia wydanego przez Aszurnasirpala II dla 69574 gości z okazji zakończenia budowy tego właśnie pałacu. Obecnie zabytek znajduje się w zbiorach muzeum w Mosulu (ND 1104).
Wykonana z piaskowca stela ma rozmiary 104,5 x 128 cm. W górnej części przedniej strony steli znajduje się przedstawienie reliefowe na którym ukazany został Aszurnasirpal II w otoczeniu symboli boskich. Stojący władca odziany jest w bogato zdobioną, sięgającą stóp szatę. Jego włosy i broda są misternie splecione. Na głowie ma rodzaj czapki podobnej do fezu. Na szyi zawieszony ma naszyjnik z amuletami w kształcie symboli boskich. W lewej ręce władca trzyma ceremonialną buławę, a w prawej rodzaj długiego kija lub laski. Po obu stronach głowy króla umieszczonych jest sześć symboli boskich: księżyc (bóg Sin), uskrzydlony dysk (bóg Szamasz lub Aszur), gwiazda z ośmioma promieniami (bogini Isztar), tiara wielorożna (bóg Anu), wiązka błyskawic (bóg Adad) i siedem kropek (bogowie Sebittu). Po bokach przedstawienia reliefowego znajduje się inskrypcja klinowa, która zajmuje również całą dolną część przedniej strony steli. Inskrypcja klinowa pokrywa także tył i lewą stronę zabytku.
Na początku inskrypcji wyliczone zostają tytuły i zwycięstwa Aszurnasirpala II (wiersze 1-19). Dalej tekst opisuje prace budowlane tego władcy przy pałacu i świątyniach w Kalhu oraz podaje szczegółową listę różnych gatunków drzew, które kazał on sprowadzić z różnych stron imperium i zasadzić w mieście (wiersze 20-77). Dwa kolejne fragmenty (wiersze 78-101) to opis prac budowlanych tego króla w innych miastach i jego myśliwskich dokonań w trakcie królewskich polowań. Koniec tekstu (wiersze 102-154) dotyczy wielkiego przyjęcia wydanego przez Aszurnasirpala II w Kalhu z okazji ukończenia prac budowlanych przy jego nowym pałacu. Na przyjęcie to zaprosił on z całego imperium 69574 gości, których podejmował ucztą przez dziesięć dni:
„Kiedy Aszurnasirpal, król Asyrii, konsekrował w Kalhu pałac pełen radości i mądrości, oraz zaprosił do jego wnętrza Aszura, wielkiego pana, i bogów całego kraju, (wtedy przygotował) 100 tłustych wołów, 1000 jagniąt (i) owiec ze stajni, 14000 owiec (UDU.DAM.GÀR.MEŠ) należących do Isztar, mej pani, 200 wołów należących do Isztar, mej pani, 1000 owiec siserḫu, 1000 baranków, 500 jeleni aiialu, 500 jeleni, 1000 kaczek (işşūrū rabûtu), 500 kaczek (usū), 500 gęsi, 1000 ptaków mesukku, 1000 ptaków qāribu, 10000 gołębi, 10000 turkawek, 10000 małych ptaków, 10000 ryb, 10000 skoczków pustynnych, 10000 jajek, 10000 chlebów, 10000 dzbanów piwa, 10000 bukłaków z winem, 10000 naczyń z ziarnem (i) sezamem, 10000 naczyń z gorącą ..., 1000 skrzynek z zieleniną, 300 (naczyń z) oliwą, 300 (naczyń ze) słodem, 300 (naczyń) zmieszanych roślin raqqatu, 100 (naczyń) rośliny kudimmu, 100 (naczyń) ..., 100 (naczyń) prażonego jęczmienia, 100 (naczyń) zboża uruḫšennu, 100 (naczyń) dobrego piwa billatu, 100 (skrzynek) granatów, 100 (skrzynek) winogron, 100 (skrzynek) owoców zamru, 100 (skrzynek) pistacji, 100 (skrzynek) ..., 100 (skrzynek) cebuli, 100 (skrzynek) czosnku, 100 (skrzynek) kunipḫu, 100 skrzynek rzepy, 100 (naczyń) ziaren ḫinḫinu, 100 (naczyń) giddū, 100 (naczyń) miodu, 100 (naczyń) ghi, 100 (naczyń) prażonych ziaren abšu, 100 (naczyń) prażonych ziaren šu'u, 100 (skrzynek) roślin karkartu, 100 (skrzynek) roślin tiiatu, 100 (naczyń z) musztardą, 100 (naczyń z) mlekiem, 100 (naczyń z) serem, 100 mis z napojem mīzu, 100 (naczyń z) soloną wołowiną, 10 imēru łuskanych orzechów dukdu, 10 imēru łuskanych pistacji, 10 imēru (jedzenia) ḫabbaququ, 10 imēru daktyli, 10 imēru (owoców) titipu, 10 imēru kminku, 10 imēru (przyprawy?) saḫūnu, 10 imēru anyżu, 10 imēru (warzywa) andaḫšu, 10 imēru (warzywa) šišanibu, 10 imēru (owoców) simberu, 10 imēru (przyprawy) ḫašû, 10 imēru dobrej oliwy, 10 imēru dobrych aromatycznych przypraw, 10 imēru ..., 10 imēru (warzywa) naṣṣabu, 10 imēru cebul zinzimmu, 10 imēru oliwek. Kiedy konsekrowałem pałac w Kalhu 47074 mężczyzn (i) kobiet zostało zaproszonych z każdego zakątka mego kraju, 5000 dostojników (i) wysłanników ludów z krain Suhu, Hindanu, Patinu, Hatti, Tyru, Sydonu, Gurgum, Melid, Hubuszkii, Gilzanu, Kummu i Musasiru, 16000 mieszkańców Kalhu (i) 1500 dworzan z mego pałacu. Im wszystkim - razem 69574 (osobom, włączając) tych wezwanych ze wszystkich krain i mieszkańców Kalhu - przez dziesięć dni dawałem jeść i pić, kazałem ich kąpać i namaszczać olejkami. (W ten sposób) uhonorowałem ich (i) odesłałem do ich krain w pokoju i radości”
Wśród uczonych nie ma zgody co do daty powstania steli. Według Wisemana powstać ona miała nie później niż w 879 r. p.n.e., tj. w początkach panowania Aszurnasirpala II. Brinkman datuje jej powstanie na okres pomiędzy 874 a 866 r. p.n.e., z kolei de Filippi uznaje za mało prawdopodobne, by powstała ona przed ok. 864 r. p.n.e.